# Корнер, Алексис
Алексис Эндрю Николас Корнер (англ. Alexis Andrew Nicholas Korner; 19 апреля 1928, Париж, Франция — 1 января 1984, Вестминстер, Лондон, Англия) — британский рок-музыкант, один из ведущих исполнителей и пропагандистов ритм-энд-блюза 1960-х годов.
Основатель и лидер группы Alexis Korner's Blues Incorporated (часто называемой просто Blues Incorporated), участниками которой в разное время были Чарли Уоттс, Джек Брюс, Джинджер Бейкер, Лонг Джон Болдри, Грэм Бонд, Дик Хекстолл-Смит. Свою первую концертную практику в коллективе Корнера получили Мик Джаггер, Кит Ричардс, Брайан Джонс, Род Стюарт, Джон Мэйолл, Джимми Пэйдж.
В 1960-х годах Алексис Корнер сделал карьеру на телевидении («Five O’Clock Club»), был ведущим нескольких детских программ. Он много писал о блюзе (в частности, критиковал новое поколение британских блюзменов за безоглядное копирование мастеров чикагской школы). Корнер «открыл» Роберта Планта и даже пригласил его к себе в качестве вокалиста; отсюда его «перехватил» Джимми Пэйдж, в те дни набиравший состав The New Yardbirds, группы, вскоре превратившейся в Led Zeppelin. В 1970 году Корнер основал C.C.S., группу, в начале 70-х годов имевшую хит: Tap Turns on the Water (1971).

## Дискография
- Ken Colyer’s Skiffle Group: Back to the Delta (1954)
- Alexis Korner’s Breakdown Group (с уч. Сирила Дэвиса, 1957)
- Alexis Korner Skiffle Group: Blues from the Roundhouse Vol. 1 (EP, 1957)
- Alexis Korner’s Blues Incorporated: Blues from the Roundhouse Vol. 2 (EP, 1958)
- R&B from the Marquee (1962)
- Alexis Korner’s Blues Incorporated (1963)
- At the Cavern (1964)
- Red Hot From Alex (1964)
- Sky High (1966)
- I Wonder Who (1967)
- A New Generation of Blues (1968)
- Both Sides (1970, германский релиз)
- Alexis Korner (1971)
- What’s That Sound I Hear (1971)
- Bootleg Him (1972)
- Accidentally Born in New Orleans (1972)
- Live On Tour in Germany (1973, германский релиз)
- Alexis Korner (1974)
- Mr Blues (1974)
- Snape Live On Tour (1974)
- Get Off Of My Cloud (1975)
- Live in Paris (1976)
- Just Easy (1978)
- The Party Album (1979)
- Tell (1980)
- Me (1980)
- Rocket 88 (1981)
- Juvenile Delinquent (1984)
- Testament (1985)
- Live in Paris (1988)
- Lost Album (1966)
- On the Move (1977)
- Musically Rich…and Famous: Anthology 1967—1982 (1998)
- Live on Tour in Germany (2006)